# Depot von Groß Schwechten

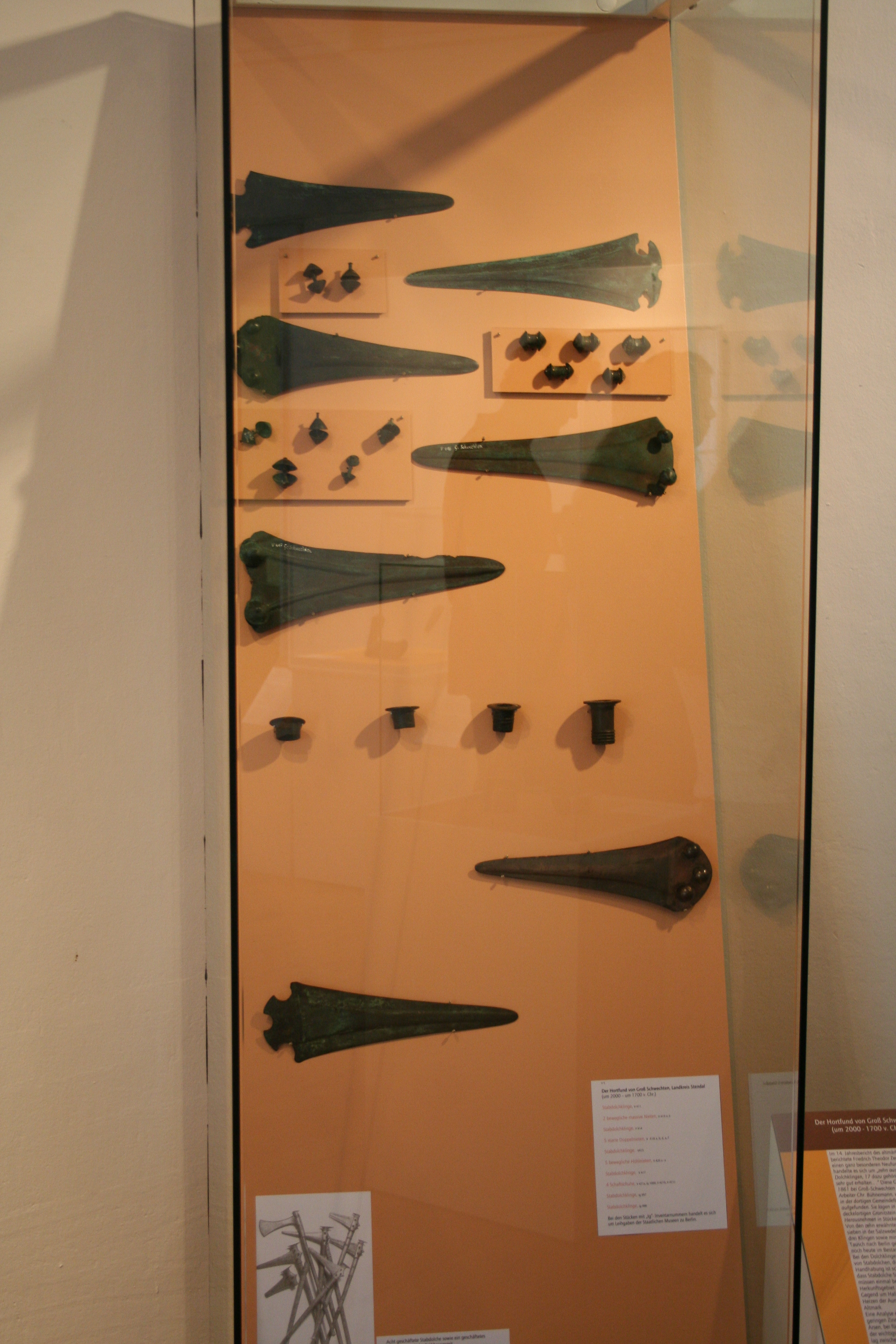
Gegenstände aus dem Depot von Groß Schwechten einschließlich der Berliner Stücke in einer Sonderausstellung des Johann-Friedrich-Danneil-Museums in Salzwedel (2012)

Das Depot von Groß Schwechten (auch Hortfund von Groß Schwechten) ist ein Depotfund der frühbronzezeitlichen Aunjetitzer Kultur aus Groß Schwechten, einem Ortsteil von Stendal im Landkreis Stendal (Sachsen-Anhalt). Es datiert in die Zeit zwischen 2000 und 1700 v. Chr.

## Fundgeschichte
Das Depot wurde 1861 bei Rodungsarbeiten entdeckt und 1863 dem Altmärkischen Verein für vaterländische Geschichte und Industrie übergeben. Heute ist der größere Teil der Gegenstände im Besitz des Johann-Friedrich-Danneil-Museums in Salzwedel, einige Stücke gehören dem Museum für Vor- und Frühgeschichte in Berlin.

## Zusammensetzung
Der Hortfund lag bei seiner Auffindung in einem Keramikgefäß, das mit einer Granitplatte abgedeckt war. Das Gefäß zerbrach bei der Bergung; die Scherben wurden nicht aufgehoben, ebenso wenig die Platte. Der Inhalt des Gefäßes bestand aus zehn Stabdolchklingen, 13 lose herumliegenden Nieten und vier Schaftschuhen (ursprünglich irrtümlich ebenfalls als Nieten interpretiert). Alle Gegenstände bestehen aus Bronze. Die Stabdolchklingen sind alle unterschiedlich. Ihre Klingen wurden nicht geschliffen. Bei den Nieten kommen drei unterschiedliche Typen vor: bewegliche massive Nieten, bewegliche Hohlnieten und massive Doppelnieten.
Eine Materialanalyse durch Knut Rassmann ergab, dass die Stücke aus Groß Schwechten aus Arsenbronze mit einem Arsen-Anteil von 3,37 Prozent gefertigt worden waren. Sie datieren somit in eine sehr frühe Phase der Bronzeproduktion in Mitteleuropa.